# Liero
Liero es un juego de computadora para DOS, creado por el programador finlandés Joosa Riekkinen en 1998. A menudo se le compara con el juego de estrategia Worms, aunque funciona el tiempo real y no por turnos como este último. Liero significa gusano en finés.
En Liero dos o más gusanos combaten a muerte uno contra el otro con el único objetivo de obtener la mayor puntuación. Los jugadores cuentan con un amplio arsenal de armas y se desplazan dentro de un mapa bidimensional.
Liero puede ser jugado por dos jugadores en simultáneo o en solitario contra un jugador controlado por el juego.
Actualmente el desarrollo del juego se encuentra abandonado. A pesar de esto, y de no contar con el código fuente del juego original, varios otros programadores han creado juegos inspirados en Liero e incluso algunos clones.

### Fansites
- Toxic Worms
- Liero Hellhole

### Clones
Hay muchos clones y secuelas, pero la mayoría de ellos no continúan siendo desarrollados. Para una lista completa, vea la Lista de Secuelas de Liero Archivado el 13 de mayo de 2006 en Wayback Machine..
- Flameingo
- Gusanos (Sitio oficial)
- Liero Xtreme (Sitio oficial)
- Open LieroX (Sitio oficial)
- LieroAI (Sitio oficial Archivado el 27 de julio de 2009 en Wayback Machine.)
- LOSP (Liero Open Source Proyect)
- Molez Archivado el 1 de agosto de 2019 en Wayback Machine.
- NiL (Sitio oficial)
- Wiiero (Sitio oficial, Liero para Wii)

- Datos: Q1412856